# Codevilla

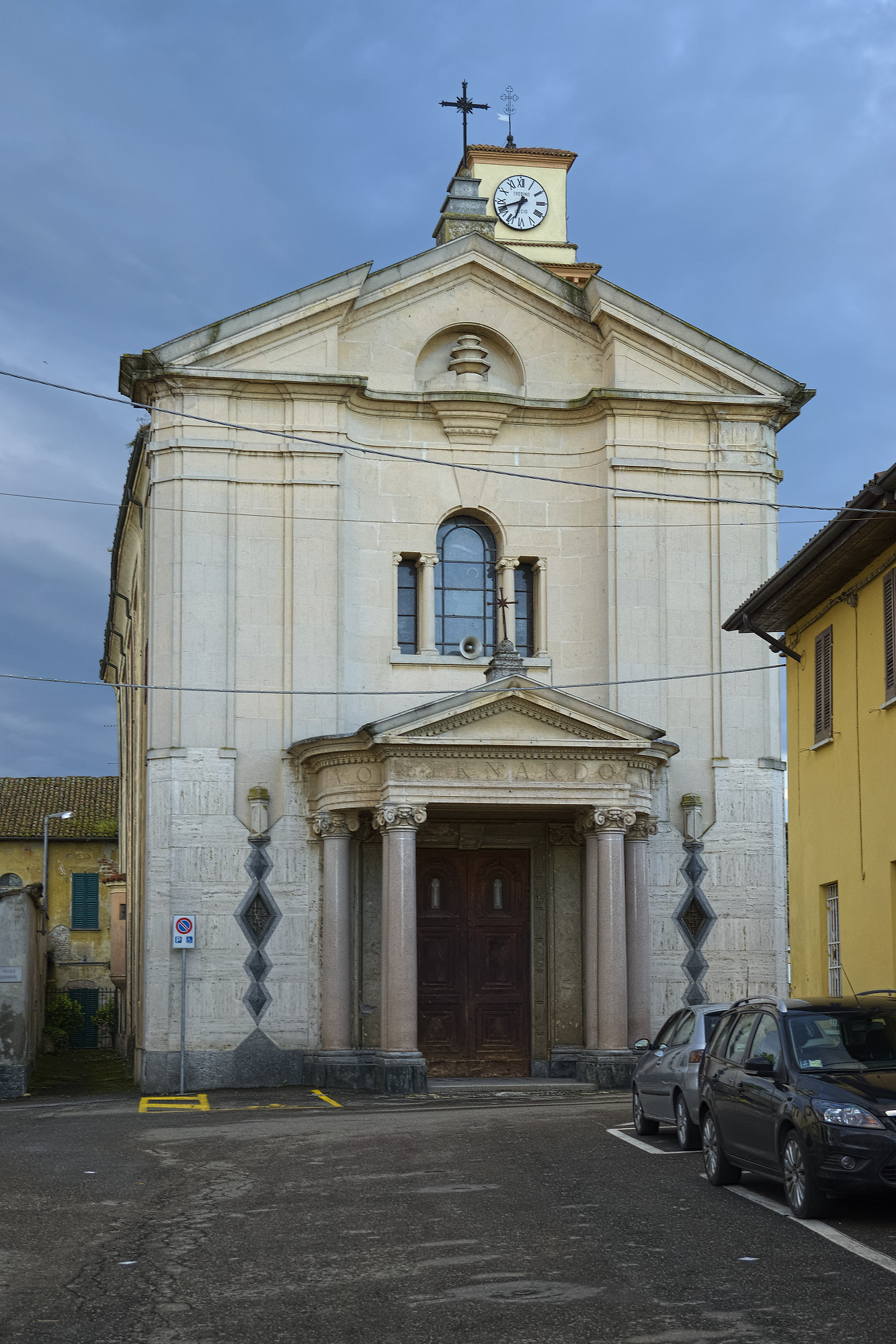
Kirche San Bernardo

Codevilla ist eine norditalienische Gemeinde (comune) mit 921 Einwohnern (Stand: 31. Dezember 2023) in der Provinz Pavia in der Region Lombardei.

## Geographie
Das Gemeindegebiet umfasst eine Fläche von 12,96 km². Der Ort liegt auf einer Höhe von 146 Metern über dem Meer. Ortsteile (frazioni) sind Casareggio, Garlassolo di Sotto, Mondondone, Piana, Pontazzo und Rasei. Die Nachbargemeinden sind Montebello della Battaglia, Retorbido, Torrazza Coste und Voghera.
Codevilla hatte einen Bahnhof an der stillgelegten Strecke Bahnstrecke Voghera–Varzi.